# بوکاهازا
بوکاهازا (به مجاری:  Bókaháza) یک منطقهٔ مسکونی در مجارستان است که در ناحیه کست‌هی واقع شده‌است.